# Les West
Leslie George „Les“ West (* 11. November 1943 in Hanley) ist ein ehemaliger britischer Radrennfahrer und nationaler Meister im Radsport.

## Radsport-Karriere
Les West war einer der dominierenden britischen Radrennfahrer in den 1960er und 1970er Jahren („West the best“). Mit 16 Jahren gewann er sein erstes Rennen, in der Folge gelangen ihm so viele weitere Erfolge, dass er 1964 für das Nationalteam zur Teilnahme an der Olympia’s Tour nominiert wurde, wo er sich allerdings nicht platzieren konnte. 1965 gewann er die Britische Meisterschaft der Amateure im Straßenrennen sowie das Milk Race und das Eintagesrennen Archer Grand Prix. Im Jahr darauf nahm er an der Straßen-Weltmeisterschaft auf dem Nürburgring teil und belegte den zweiten Platz im Einzelrennen der Amateure hinter dem Niederländer Evert Dolman. 1967 gewann West das Milk Race ein zweites Mal. 1964, 1965, 1967 und 1968 siegte er in der Tour of the Cotswolds. 1968 startete Les West im Straßenrennen der Olympischen Spiele in Mexiko, konnte das Rennen aber nicht beenden, nachdem er zweimal das Rad hatte wechseln müssen. Diese Niederlage verkraftete er nur schwer, da er schon vier Jahre zuvor zu seiner großen Enttäuschung vom britischen Verband kurzfristig von den Olympischen Spielen in Tokio ausgeladen worden war.
1969 trat West zu den Profis über und verbrachte eine Saison in Belgien und den Niederlanden. Er fuhr hauptsächlich Kriterien, hatte jedoch Probleme mit der Art, wie die heimischen Profis ihre Rennen bestritten. Er kehrte auf die Insel zurück und wurde dort 1970 Britischer Straßenmeister der Elite, 1975 ein weiteres Mal. In anderen Jahren belegte er regelmäßig Podiumsplätze. Während seiner gesamten Laufbahn als Berufsfahrer startete Les West für das britische Profi-Team Holdsworth-Campagnolo. 1970 fanden die UCI-Straßen-Weltmeisterschaften in Leicester statt, und West belegte Platz vier.
1978 trat West als Profi zurück und ließ sich re-amateurisieren. 2003 wurde er „National Masters Champion“ und 2006 Champion der „League of Veteran Racing Cyclists“.

## Ehrungen
2009 wurde Les West in die British Cycling Hall of Fame aufgenommen.